# WorldSkills Sweden
WorldSkills Sweden är ett samarbete mellan Svenskt Näringsliv, LO och staten (genom Skolverket, Utbildningsdepartementet och Myndigheten för yrkeshögskolan). Utöver dessa parter medverkar även branschorganisationer, yrkesnämnder, skolor och företag.
WorldSkills Sweden har i uppdrag att arbeta med att höja attraktionskraft, status samt kvalitet för yrken och yrkesutbildningar. Det innebär bland annat att anordna och driva yrkestävlingar som Yrkes-SM samt ansvara för det svenska Yrkeslandslagets deltagande i Yrkes-EM och Yrkes-VM. Utöver detta ansvarar WorldSkills Sweden för flera projekt riktade mot olika målgrupper och med olika mål.